# Place de la Poésie
La place de la Poésie (en ukrainien : Майдан Поезії) est une infrastructure de Kharkiv en Ukraine.

## Historique
C'est une place qui était la limite de la ville au XVIIIe et touchait les remparts. Ensuite elle a porté le nom de Drovyany puis fut construit le Théâtre dramatique national de Kharkiv. Elle accueille les monuments à Alexandre Pouchkine et à Mykola Gogol.

## Bâtiments remarquables et lieux de mémoire

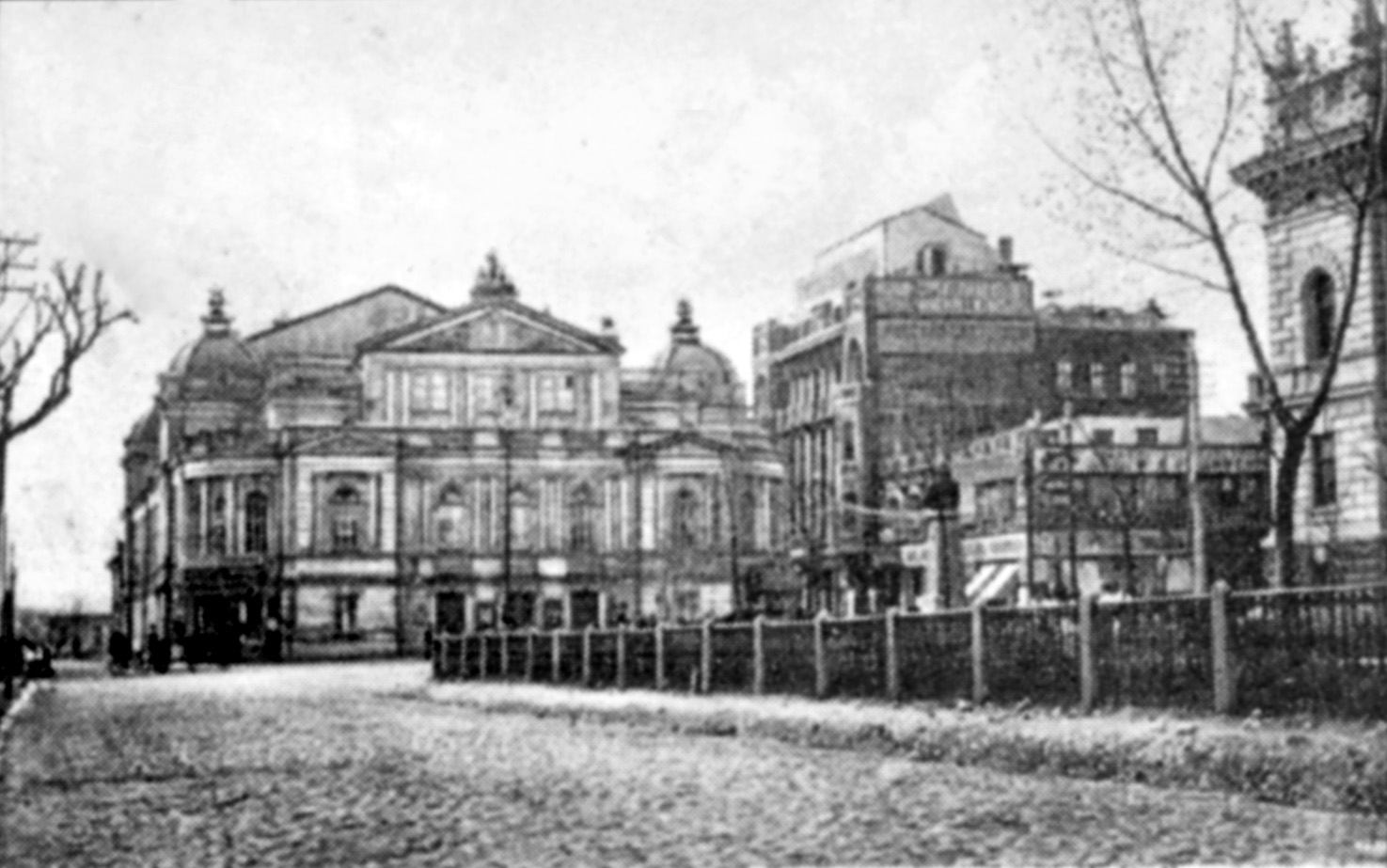
La place au XIXe.
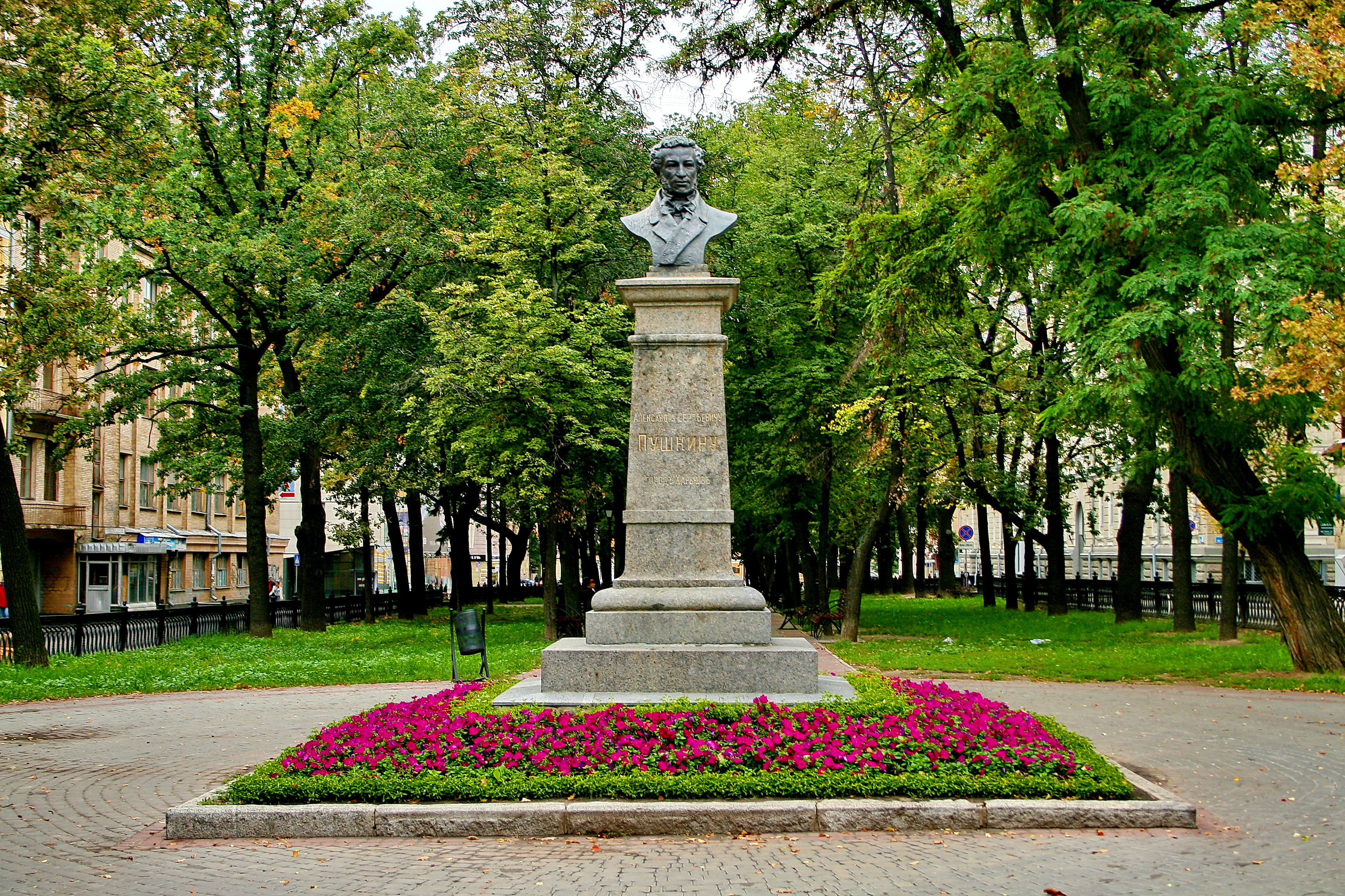
Monument à Pouchkine classé[1].
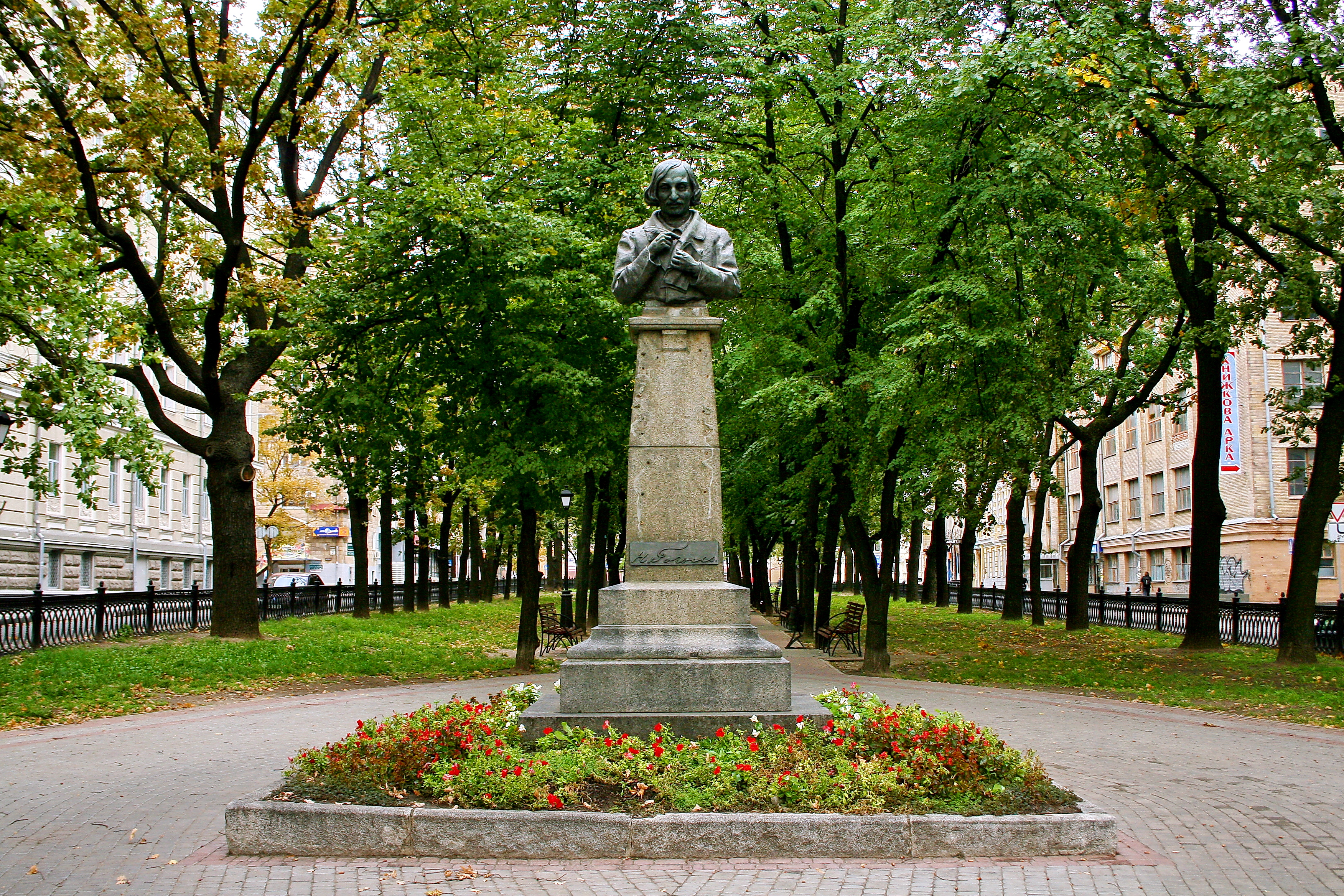
Monument à Gogol classé[2].